# Philip Stanley Wilberforce Goldson
Philip Stanley Wilberforce Goldson, né le 25 juillet 1923 à Belize City et mort le 3 octobre 2001, est un homme politique bélizien.

## Biographie
Né dans un milieu modeste, il suit des cours secondaires à distance, le soir après son travail, et obtient un Senior School Certificate de l'Université de Cambridge (1941). 
De 1941 à 1947, il travaille au Service civil du Honduras britannique et commence une carrière de journalisme. Il écrit pour le Belize Billboard, organe du mouvement nationaliste bélizien, puis devient syndicaliste à la General Workers Union, dont il devient organisateur général en 1949, puis secrétaire général.

### Parti populaire uni
En 1950, il fait partie des fondateurs du Parti populaire uni (PUP), aux côtés de John Smith, Leigh Richardson et George Cadle Price. Il demeure secrétaire adjoint du parti jusqu'en 1956, lorsqu'il devient éditeur du Belize Billboard, puis son directeur général. 
En 1951, Goldson et Richardson sont arrêtés et emprisonnés plusieurs mois pour avoir écrit et publié la phrase suivante dans le Billboard: «There are two roads to self-government: Evolution and Revolution. We are now trying evolution.» («Il y a deux voies pour accéder à l'indépendance: l'évolution et la révolution. Nous essayons aujourd'hui l'évolution.»
Après sa libération, Goldson se présente aux élections de 1954 et se fait élire au Conseil législatif du Honduras britannique, avec plusieurs autres militants du PUP. Il détient le portefeuille des Services sociaux jusqu'en 1957, menant des réformes importantes, comme la gratuité de l'éducation, la retraite des enseignants ou l'amélioration des règles de syndicalisation.

### Hors du PUP
Pendant cette période, il quitte le PUP (1956), ainsi que Richardson, et tous deux fondent le Honduras Independence Party. En 1958, le parti fusionne avec le National Party pour former le National Independence Party (NIP). Goldson en devient le secrétaire et le leader de l'opposition jusqu'en 1979. En 1972, le NIP fusionne avec deux autres partis d'opposition pour former le Parti démocratique uni (PDU).
En 1974, à l'âge de 51 ans, Goldson passe les examens pour devenir avocat. Il entre au barreau de Lincoln's Inn à Londres, puis à celui de Belize City. En parallèle, il est élu au conseil municipal de Belize City et à la Chambre des représentants du Belize (1974).

### Au gouvernement
Atteint par un glaucome, il devient aveugle en 1978. Cela ne l'empêche pas de se représenter aux élections de 1984 et d'être élu. Son parti, l'UDP, obtient la majorité et Goldson devient ministre des Services sociaux. Chargé du portefeuille du Travail et des Services sociaux en 1986, il devient la même année président de l'Association caribéennes des handicapés, puis vice-président de Rehabilitation International en 1987.
Il se retire de la politique active en 1991, mais participe néanmoins à la formation d'un nouveau parti, le National Alliance for Belizean Rights (NABR) peu après. 

## Honneurs
Goldson a reçu l'Ordre du Belize juste avant sa mort.
Son nom a été donné à l'aéroport de Belize City en 1989.